# Casa del Conde de la Cañada
La Casa del Conde de la Cañada  es un inmueble de la ciudad española de Ciudad Real. Cuenta con el estatus de Bien de Interés Cultural.

## Descripción

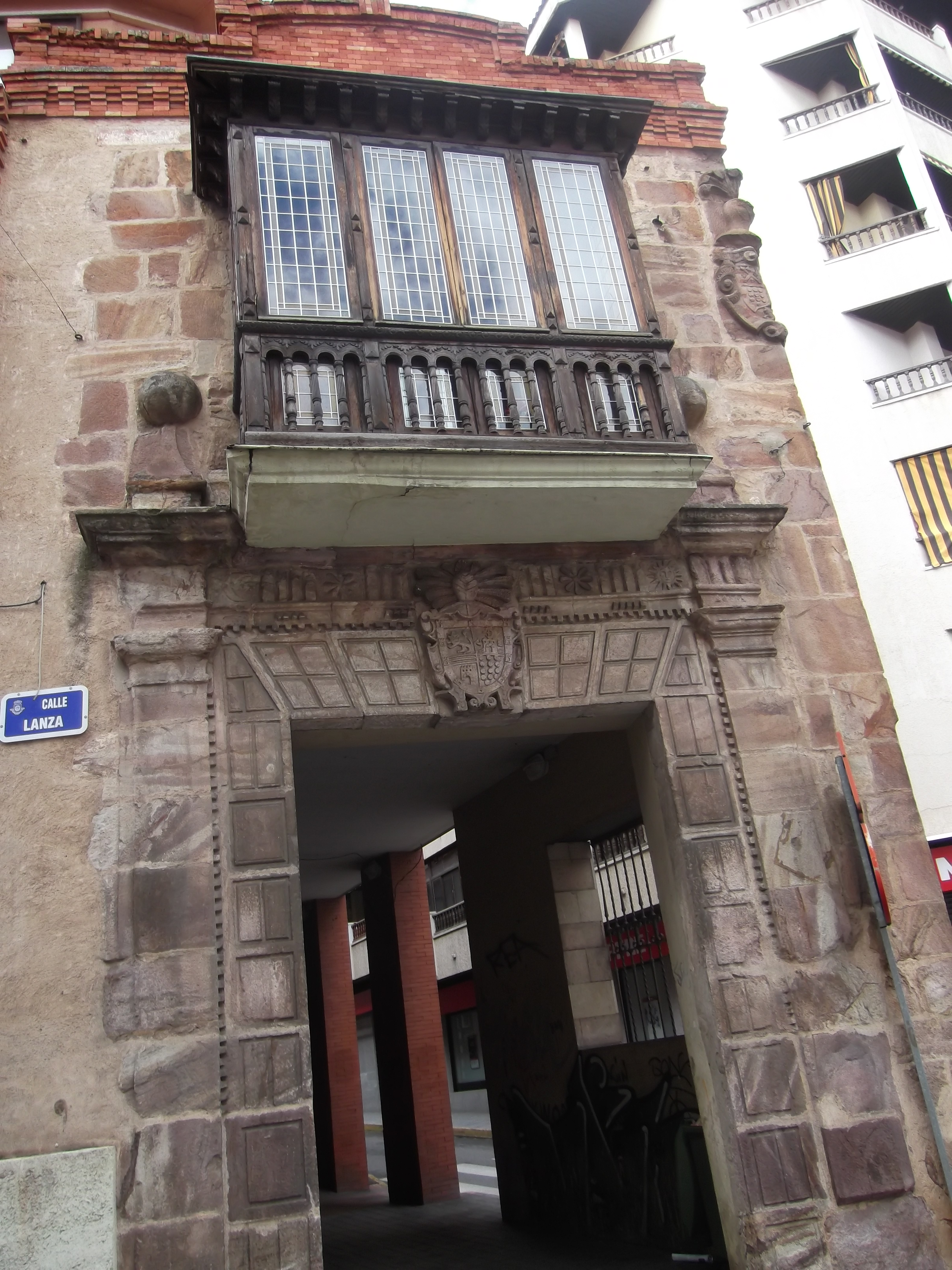
Vista de la portada

Su fachada se ubica en la calle Lanza de la ciudad de Ciudad Real, en Castilla-La Mancha; el edificio cuenta con dos parte muy diferenciadas.
Por una parte consta, en la esquina que forman las calles Lanza y Conde de la Cañada, del resto de un palacio renacentista bastante transformado. Está construido en piedra sillar y consta de un primer cuerpo, probable portada, remarcado con dos pilares y un dintel con triglifos y metopas coronados por sendas decoraciones de bolas. En el centro se encuentra un escudo. Cuenta con una ventana con una notable rejería en forja. Sobre ella, y también añadida en época posterior, un mirador de madera y cristal inusual en la arquitectura de la ciudad. En la esquina con la calle Conde de la Cañada conserva otro escudo. Este cuerpo de piedra está coronado por una estructura mixtilínea de ladrillo rojo que le enlaza e integra con el resto del edificio.
A la izquierda del bloque anterior se desarrolla el edificio moderno de comienzos del siglo XX, elaborado en ladrillo rojo. La fachada es muy regular, compuesta de dos plantas y con un pequeño cuerpo sobreelevado encima del último balcón. Las ventanas y la puerta están enmarcadas por una decoración poco sobresaliente, hecha con el mismo ladrillo que encierra unos azulejos con detalles vegetales en amarillo y azul. La primera planta abre balcones enmarcados por una decoración de ladrillo muy simple. Los canalones del agua se encuentran empotrados pero visibles en el muro.

## Estatus patrimonial
El 26 de noviembre de 1991, el inmueble fue declarado Bien de Interés Cultural, con la categoría de monumento, en un decreto publicado el 18 de diciembre de ese mismo año en el Diario Oficial de Castilla-La Mancha.